# Marthe Guillain
Pour les articles homonymes, voir Guillain.
Marthe Guillain, née à Charleroi le 17 juillet 1890 et morte à Watermael-Boitsfort (Bruxelles) en 1974, est une artiste peintre aquarelliste belge qui réalise également des collages.
Autodidacte, son style, évoluant du fauvisme à l'abstraction, a été influencé par ses séjours à Paris, en Union soviétique, à Istanbul et au Congo belge.

## Biographie
Après des premières études à l’Université du Travail de Charleroi auprès du peintre Léon Van den Houten, Marthe Guillain suit des cours de régendat littéraire pour devenir institutrice. En 1914, elle se rend en Russie où elle donne des cours particuliers de français pour les enfants d'un ami. Dès le début de la Révolution d'Octobre, elle revient brièvement en Belgique avant de s'installer à Paris afin d'y suivre des cours de perfectionnement de dessin dans l’atelier de Fernand Cormon.
En 1917, Marthe Guillain s’engage comme infirmière et est envoyée sur le front de l’Yser où elle rencontre le peintre fauve brabançon Médard Maertens qui deviendra son époux. Le couple demeure à Paris et fréquente des artistes comme Fernand Léger, Chaïm Soutine, Suzanne Valadon, Maurice de Vlaminck ou encore Paul Signac. De cette union naissent trois enfants. La famille continue de vivre à Paris.
En 1924, elle organise sa première exposition personnelle à Paris. Dans les années qui suivent, elle est invitée à exposer à Bordeaux et à Boston, où elle obtient le diplôme d'honneur.
Tous les courants avant-gardistes l’intéressent. La virulence progressive de ses coloris et le schématisme audacieux de ses œuvres ne sont pas sans rappeler le travail de Van Gogh. Peintre intimiste de figures et d’intérieurs et paysagiste, sa manière de peindre s’apparente en ce temps à celles des peintres fauves français.
En 1928, elle part avec son mari à Istanbul. Elle y enseignera le dessin.
En 1935, elle divorce et revient en Belgique. Elle s'installe à Watermael-Boitsfort.
La galerie Georges Giroux à Bruxelles expose ses œuvres du 26 octobre au 10 novembre 1946 ainsi que du 31 octobre au 13 novembre 1947.
Après s’être rendue à Istanbul pour y enseigner le dessin, elle effectue en 1951 un séjour au Congo belge. Grâce à une bourse, elle y retourne en 1953 pour une durée de dix-huit mois où elle vivra au sein d'une tribu de Pygmées pendant quelques mois.
Au Congo, elle peint sur des draps et sur du papier. Ses œuvres sont teintées d’accents fauves et de lyrisme abstrait. Son travail en Afrique donne lieu à une exposition au Palais des Beaux-Arts de Bruxelles en 1955 "Une femme chez les pygmées".
Découvrant Kandinsky, ses toiles deviennent tout à fait abstraites. Elle utilise du sable qu’elle incorpore à ses œuvres.
Sa peinture n'a cessé d'évoluer durant toute sa carrière. Elle est passée d'un fauvisme caractérisée par une grande intensité de couleurs à une peinture à l'univers plus intimiste avec des coloris moins intenses. Son trait évoluera ensuite de l'expressionnisme à l'abstraction pure pour terminer par de la figuration lorsqu'elle rentre de son voyage en Afrique.
À Watermael-Boitsfort, une grande exposition rétrospective de ses œuvres est organisée en 1970.
Marthe Guillain est décédée à Watermael-Boitsfort en 1974 à l'âge de 84 ans.

## Principales expositions individuelles
- Charleroi, 1944
- Palais des Beaux-Arts de Bruxelles, 1949
- Watermael-Boitsfort, Rétrospective, 1973

## Principales expositions collectives
- Musée d'Ixelles : L’Impressionnisme et le Fauvisme en Belgique[7], du 12 octobre au 16 décembre 1990.

## Œuvres
- Dans les collections du Musée des beaux-arts de Charleroi[8]
- Aux Musées royaux des beaux-arts de Belgique à Bruxelles[9]